# Слободан Радојковић
Слободан Радојковић (Ниш, 1967) српски је ликовни уметник – графичар. На ликовну сцену Србије ступио је након дипломирања на Факултету ликовних уметности у Скопљу (Бивша Југословенска Република Македонија) 1992. године, као креативно радознао и лично ненаметљив али пресудно сензибилилан уметник савршених цртачких способности. Последипломске студије завршио је на графичком одсеку Факултета ликовних уметности у Београду 1996. Члан је УЛУС-а од 1993. Учесник је многобројних самосталних и колективних изложби у земљи и иностранству.

## Живот
Слободан Радојковић рођен је у Нишу 1967. године. Након завршеног основног и средњег школовања у Нишу уписао је Факултет ликовних уметности у Скопљу (Бивша Југословенска Република Македонија), на коме је дипломирао 1992. године. Последипломске студије завршио је на графичком одсеку Факултета ликовних уметности у Београду 1996. године.
Докторске уметничке студије на Факултету ликовних уметности Универзитета уметности у Београду окончао је 2016. Ментор му је била професорка Биљана Вуковић.
Члан је УЛУС-а од 1993.година. Тренутно ради у звању редовни професор за предмет Графика на Департману ликовних уметности Факултета уметности у Нишу. Живи и ствара у Нишу.

## Уметнички рад
Целокупан досадашњи опус Слободана Радојковића, скрива у себи „фину дозу личног а опет тајнственог и метафоричног саопштавања себе“. Он гради свет ликовног као сопствену мисаону авантуру, црпећи садржаје из делова своје свести обогаћене и акумулиране различитим искуствима. Слободан припада оној групи уметника који неоптерећени, стварају из креативне радозналости и личног ненаметљивог али пресудног сензибилитета, који нас је много пута до сада уверио у савршене цртачке способности. За њега графика је уметност минуциозног заната и прецизног, јасно дефинисаног цртежа. 
Слободан Радојковић у својим делима не опонаша, али и за њихов настанак не тражи инспирацију у делима класика историје уметности, као и што нерадо посеже за хировима модерних токова, технолошким експериментима и техничким иновацијама.
| „ | „Иако све то добро зна и разуме он ипак остаје на својој стваралачкој стази и на страни своје индивидуалне осетљивости-сложености.“ | ” |

Имајући у виду да је Слободан Радојковић по свом примарном образовању графичар, основно полазиште у његовим делима је баш та предодређеност за примену основне графичке форме: линија као основе, а не као опис форме, које се као аутономне и самосталне размештају кроз авантуру простора представе.
| „ | Код уметника је то нарочито уочљиво на „црно-белим“ радовима који: само на изглед (прво гледање) делују предраматично. Међутим, то нас само увлачи у (друго гледање), један богат свет организованих и филигрански обрађених детаља. Енергетски набој који произлази из даљег разматрања наводи нас на најтананији контемплативни ниво у коме нису дозвољене анализе каквим сам почео да се бавим. Глас из мене стално почиње да понавља: „Идеална органска форма, свет и притом мала кућа“... | ” |

На графикама циклуса реализованог у техници вишебојног дрвореза Слободан Радојковић нам открива још један квалитет стваралаштва - „личну колористичку осетљивост“. 
| „ | Дубљи и плићи, дужи и краћи ритмовани резови у дрвеним плочама, њихова мрежа, обојеност и прожимање су елементи којима уметник постиже разуђени колористички графизам. Снопови линија и потеза вођени зналачком руком прате замишљене правце кретања ликовног ткива, не ометају примарни цртеж а призору дају самосвојност и експресивност архаичког призвука. | ” |

Уметник о свом стваралаштву
О свом уметничком раду, који је за њега бављење лепом уметношћу, Радојковић каже:
| „ | Моје графике су нека врста омажа грађанском животу, мада може у њима да се у траговима препозна и ангажовани став...јер се доста тога променило у грађанском друштву...а пре свега мислим на окренутост према породици...што је накад чинило „грађанску душу“. Желим да верујем да мојим графикама могу да потпомогнем да се људи врате породици, као основној вредности друштва... | ” |

### Ликовне колоније
- 1995. Гамзиград, Ликовна колонија „Гамзиград `95“
- 1997. Велико Трново, Бугарска, Ликовна колонија „Плава кућа“
- 1998. Сићево, Ликовна колонија „Сићево `98“
- 1999. Димитровград, Ликовна колонија „Поганово `99“
- 2000. Панчево, 32. Ликовна колонија Делиблатски песак
- 2001. Смедерево, Ликовна колонија „Графика 2001“
- 2001. Студеница, Ликовна колонија „Студеница“
- 2002. Власина, Сликарска колонија Classic
- 2004. Сомбор, Изложба Ликовне колоније “Елан 2004.“
- 2011. Београд, Ликовна колонија „Палета“
- 2014. Нови Пазар, Санџак - Инспирација умјетника, Пријепоље
- 2015. Графичка радионица Сићево, у објекту Ликовне колоније Сићево.[5]
- 2017. Ниш, Српско Италијански уметнички дијалог, Сићево
- 2018. Богданци, Македонија, Графичка радионица „Софија”

## Признања
- 2020. Ниш, Плакета Савета ФУ поводом 18. година Факултета уметности у Нишу
- 2000. Ниш, Награда „Мали печат НГК“ на VII Изложби мале графике НГК
- 2014. — Београд, Прва награда на VIII „Ex YU“ конкурсу у категорији академски графичари, за дрворез „Велики прамен“.[6]
- 2022 — Награда Мали печат за дело Aarhus[7]

## Студијска путовања и научни скупови
- 2003. Праг, Чешка Република, Савремена српска графика - Дани српске културе у Прагу, Културни центар Новодворска
- 2004. Боровец, Бугарска, II Балкански графички симпозијум „Графичка искуства итехнологије“, Графички центар Самоков, (са проф. Велизаром Крстићем)
- 2010. Орхус, Данска, Графички симпозијум „Књига - Bogen“, Åarhus Kunstakademi
- 2012. Хјустон, САД, University of Houston Clear Lake (са проф. Биљаном Вуковић)
- 2016. Крагујевац, Округли сто – Позиција графике као уметничке праксе у актуелном тренутку, Филолошко – уметнички факултет Универзитета у Крагујевцу
- 2018.Albuquerque, USA, Summer Workshop of Aluminum plates Lithography, Tamarind Institute, University of New Mexico
- 2019 Vercelli, Carnago, Italy, Residency and Workshop project “Low Budget Orchestra”
- 2019. Ниш, Српско-белгијски уметнички дијалог, Сићево

## Самосталне изложбе
| Година | У земљи | Година | У иностранству                                                                           |
| ------ | --- | ------ | ---------------------------------------------------------------------------------------- |
| 1994.  | - Ниш, Галерија СЛУ, Салон 77 - Пирот, Градска галерија                                                                                             |        |                                                                                          |
| 1995.  | - Приштина, Галерија Покрајинског културног центра.                                                                                                 |        |                                                                                          |
| 1996.  | - Београд, Галерија ФЛУ - Ниш, Галерија СЛУ, Салон 77                                                                                               |        |                                                                                          |
|        | | 1997.  | - Софија, Бугарска, Галерија МАКТА                                                       |
| 1998.  | - Нови Сад, Мали ликовни салон Културног центра. |        |                                                                                          |
| 2010.  | - Београд, Галерија Графички колектив |        |                                                                                          |
| 2011.  | - Ниш, Галерија Арт 55 |        |                                                                                          |
|        | | 2012.  | - Хјустон, САД, University of Houston Clear Lake Art Gallery                             |
| 2013.  | - Прокупље, Галерија „Божа Илић“ | 2013.  | - Бања Лука, Република Српска, Галерија УДАС.                                            |
| 2014.  | - Београд, Продајна галерија, „Отисци сећања“. - Београд, Галерија Факултета ликовних уметности, „Поетика сећања - Истраживања у техници дрвореза“. |        |                                                                                          |
|        | | 2015.  | - Николет (Квебек), Канада, Галерија „Maison et atelier Rodolphe-Duguay“, „Графике“      |
| 2016.  | - Кикинда, Галерија Културног центра - Ниш, ГСЛУ Ниш, „Салон 77“ „Поетика сећања“, графике и објекти.                                               | 2016.  | - Città di Vercelli, Studio 10, City Gallery, Vercelli, The poetic of Memories incisioni |
| 2021.  | - Пирот, Ликовна Галерија „Чедомир Крстић” „Облаци, кише и колибе”, графике и цртежи                                                                |        |                                                                                          |

## Колективне изложбе
| Година | У земљи | Година | У иностранству |
| ------ | --- | ------ | --- |
| 1993.  | - Београд, Изложба нових чланова, Галерија УЛУС-а - Београд, Мајска изложба графике београдског круга, Галерија графичког колектива - Кикинда, Врбас, Бијенале младих, Савремена галерија - Ниш, Београд, Крагујевац, Пролећна изложба ликовнихУметника Ниша – Чланова УЛУС-а - Лесковац, Београд, 1. Бијенале графике малог формата, Галерија «Сунце“, Народни музеј - Београд, Изложба мале графике, Галерија Графички колектив - Ниш, Ужице, Нишки цртеж 1993. | 1993.  | - Скопље, Изложба дипломаца, Галерија Дома армије |
| 1994.  | - Београд, 7. Бијенале југословенске студентске графике, Галерија Дома културе “Студентски град“ - Горњи Милановац, 3. Бијенале уметности минијатуре, Завичајни музеј - Београд, 2. Интернационална изложба мале графике, Галерија Графички колектив - Ниш, 1. Изложба Нишког графичког круга, Галерија “Рам-Арт”- Ниш, Нишки цртеж 1994. | 1994.  | - Харков (Украјина), Интернационална изложба графике и плаката |
| 1995.  | - Ужице, 2. Графички бијенале суве игле, Градска галерија - Београд, Мајска изложба графике београдског круга, Галерија Графички колектив - Ниш, - Приштина, Пролећна изложба Ниша – чланова УЛУС-а - Београд, 2. Бијенале цртежа и мале пластике, У. П. Цвијета Зузорић - Лесковац, Београд, 2. Бијенале графике малог формата, Галерија «Сунце“, Народни музеј - Београд, 3. Интернационална изложба мале графике, Галерија Графички колектив - Ниш, 2. Изложба Нишког графичког круга – изложба мале графике, Галерија “Култ” - Ниш, Нишки цртеж 95. Павиљон у Тврђави |        | |
| 1996.  | - Београд, Пролећна изложба УЛУС-а, У. П. Цвијета Зузорић - Зајечар, Ниш, Изложба уметничке колоније “Гамзиград 95”, Народни музеј, Салон 77 - Ниш, Панчево, Врање, Пролећна изложба ликовних уметника Ниша чланова УЛУС-а - Горњи Милановац, 4. Међународни бијенале уметности минијатуре, Музеј Рудничко-таковског краја - Нишка Бања, Летња изложба графике Нишког графичког круга, Галерија “Мала сцена” - Београд, 37. октобарски салон, Музеј 25. мај - Београд, IV Интернационална изложба мале графике, Галерија Графички колектив - Ниш, III Изложба мале графике Нишког графичког круга, Галерија Култура - Ниш, Нишки цртеж | 1996.  | - Балчик (Бугарска), Изложба Нишког графичког круга у оквиру Фестивала “Процес-пространство” |
| 1997.  | - Ниш, Изложба графике Нишког графичког круга на тему “Жена“, Галерија Култура - Београд, Пролећна изложба УЛУС-а, У. П. Цвијета Зузорић. - Зрењанин, III бијенале акварела - Лесковац, Београд, III интернационални бијенале графике малог формата, Галерија “Сунце” и Народни музеј | 1997.  | - Софија, Изложба Нишког графичког круга, Галерија «Шипка 6“ - Торонто, Изложба Нишког графичког круга, ART FRAME 2000 Gallery - Велико Трново, Изложба ликовне колоније, Галерија «Спектар“ - Пловдив, Изложба Нишког графичког круга, Галерије“Disonans”&”Grafika” |
| 1998.  | - Ниш, Изложба цртежа чланова НГК на тему – раскршћа, Галерија «Култура“ - Београд, Јесења изложба УЛУС-а, У. П. Цвијета Зузорић - Београд, V Међународни бијенале графике, У. П. Цвијета Зузорић - Шабац, 42. Октобарски салон, Галерија Народног музеја - Београд, VI Интернационална изложба мале графике, Галерија Графички колектив - Приштина, Новембарски ликовни салон, Музеј Приштине - Ниш, V изложба мале графике Нишког графичког круга, Галерија“Култура” - Ниш, Годишња изложба ликовних уметника Ниша – чланова УЛУС-а, Галерија Србија - Ниш, Изложба Ликовне колоније “Сићево 98“, Павиљон у Тврђави | 1998.  | - Буенос Ајрес, Интернационална изложба EX LIBRIS-a поводом 50. Годишњице Државе Израел, Palais de Glase Museum – Tzedaka Fundacion |
| 1999.  | - Београд, Пролећна изложба УЛУС-а, У. П. Цвијета Зузорић - Београд, Мајска изложба графике Београдског круга, Галерија Графички колектив - Београд, “Естетика отпора”, Музеј историје Југославије - Београд, VII Интернационална изложба мале графике, Галерија Графички колектив - Ниш, VI изложба мале графике Нишког графичког круга, Павиљон у Тврђави - Београд, IV Бијенале цртежа и мале пластике, У. П. Цвијета Зузорић - Ниш, Годишња изложба ликовних уметника Ниша - чланова УЛУС-а, Галерија Рам-арт |        | |
| 2000.  | - Београд, VI изложба мале графике Нишког графичког круга, Центар за Графику и визуелна истраживања “Академија” - Београд, Мајска изложба графике Београдског круга, Галерија Графички колектив - Смедерево, VI изложба мале графике Нишког графичког круга, Дом културе - Лесковац, VI изложба мале графике Нишког графичког круга, Дом културе - Београд, Пролећна изложба УЛУС-а, У. П. Цвијета Зузорић - Ниш, “30. година Галерије савремене ликовне уметности у Нишу, дела из фонда“, Салон 77 - Димитровград, Ликовна колонија “Поганово 99“, Градска галерија - Смедерево, Ковин, Ликовна колонија “Графика 2000“, Дом културе, Центар за културу - Ниш, Годишња изложба ликовних уметника Ниша - чланова УЛУС-а, Галерија Србија - Београд, VIII Интернационална изложба мале графике, Галерија Графички колектив |        | |
| 2001.  | - Панчево, Ниш, 32. Ликовна колонија Делиблатски песак - Краљево, VI изложба мале графике Нишког графичког круга, Галерија Владислав Маржик - Ниш, VII изложба мале графике Нишког графичког круга, Павиљон у Тврђави - Ковин, XIX Октобарски ликовни салон, Галерија центра за културу - Београд, Изложба графике “У међувремену”, Галерија УЛУС-а - Београд, VII изложба мале графике Нишког графичког круга, Центар за графику и визуелна истраживања“Академија” - Ниш, Годишња изложба чланова УЛУС-а југоисточне Србије, Галерија Србија - Београд, Савремено сликарство Ниша, У. П. Цвијета Зузорић - Ниш, VIII изложба мале графике Нишког графичког круга, Клуб “Галини“ - Смедерево, Ковин, Ликовна колонија “Графика 2001“, Центар за културу                                                                   | 2001.  | - Софија, III Интернационално тријенале графике |
| 2002.  | - Вршац, VIII изложба мале графике Нишког графичког круга, Центар за Савремену културу“Конкордија” - Смедерево, III бијенале ликовних и примењених уметности, Центар за културу - Ниш, Избор из кабинета графике Народне библиотеке “Стеван Сремац”, Галерија Србија. - Краљево, II Новембарски салон, Галерија Владислав Маржик - Београд, X Интернационална изложба мале графике, Галерија Графички колектив - Ниш, Сликарска колонија “Classic”, Павиљон у Тврђави | 2002.  | - Токио, 3. Интернационално триенале мале графике, Музеј Тама Арт Универзитета - Софија, Изложба Нишког графичког круга, Галерија „Астри“ - Солун, II Интербалкански форум савремене уметности минијатуре |
| 2003.  | - Ниш, IX изложба мале графике Нишког графичког круга, Клуб “Галлини“ - Београд, Мајска изложба графике Београдског круга, Галерија Графички колектив - Београд, XI Интернационална изложба мале графике, Галерија Графички колектив - Ниш, Нишки цртеж 2003. Галерија Србија - Ниш, X изложба мале графике Нишког графичког круга, Галерија Србија | 2003.  | - Праг, Савремена српска графика - Дани српске културе у Прагу, Културни центар Новодворска - Софија, Југословенско сликарство 1970-2002. из фонда Ликовне колоније Сићево, Галерија Удружења ликовних уметника Бугарске - Париз, Избор из фонда графика Центра за културу Смедерево, Centre Culturel de Serbie et Montenegro - Варна, XII Интернационално бијенале графике. |
| 2004.  | - Београд, Графика 2004. Галерија УЛУС-а - Смедерево, IV бијенале ликовних и примењених уметности, Центар за културу - Ниш, Графика три балканска града - Ниш, Скопље, Софија, Галерија Србија - Ниш, Ликовни уметници Ниша из фонда ГСЛУ, Галерија Србија - Ниш, Нишки цртеж 2004. Галерија Србија - Ниш, Годишња изложба ликовних уметника Ниша, чланова УЛУС-а, Галерија Србија - Ниш, XI изложба мале графике Нишког графичког круга, Павиљон у Тврђави | 2004.  | - Велес, II Интернационално бијенале мале графике, Ликовни салон – Народни музеј - Боровец, Бугарска, II балкански workshop “Графичка искуства и технологије“, Самоков |
| 2005.  | - Горњи Милановац, 8. Међународни бијенале Уметности минијатуре, Музеј Рудничко – таковског краја - Београд, XIII Интернационална изложба мале графике, Галерија Графички колектив - Београд, Јесења изложба чланова УЛУС-а, У. П. Цвијета Зузорић - Краљево, V Новембарски салон, Галерија Vладислав Маржик - Ниш, XI изложба мале графике Нишког графичког круга, Галерија НКЦ-а | 2005.  | - Кочи, Јапан, 6. Интернационално триејенале графике - Варна, Бугарска, XIII Међународно бијенале графике - Токио, Tokyo International mini – print triennial 2005. |
| 2006.  | - Ниш, У част Зорана Марјановића, Павиљон у Тврђави - Ниш, Димитровград, Нишки цртеж 2006, Павиљон у Тврђави, Галерија Културног центра - Ниш, XII изложба мале графике Нишког графичког круга, Галерија КУЛТ |        | |
| 2007.  | - Београд, Омаж Зорану Марјановићу, Галерија Графички колектив - Ниш, Годишња изложба ликовних уметника Ниша, чланова УЛУС-а 2006/2007, Павиљон у Тврђави - Зрењанин, VIII бијенале акварела - Београд, 8. Бијенале цртежа и мале пластике, У. П. Цвијета Зузорић - Београд, Јесења изложба чланова УЛУС-а, У. П. Цвијета Зузорић - Београд, XV Интернационална изложба мале графике, Галерија Графички колектив - Ниш, Нишки цртеж 2007. Галерија Србија |        | - Мјанмар, Савремена српска уметност, National Museum Yangon - Ostrów Wielkopolski, Пољска, 12. Интернационално бијенале мале графике и Exlibris-a, Градски музеј |
| 2008.  | - Ниш, Ликовни уметници југоисточне Србије, чланови УЛУС-а, Галерија Србија - Београд, Мајска изложба графике Београдског круга, Галерија Графички колектив - Смедерево, VI бијенале ликовних и примењених уметности, Центар за културу - Ниш, Поклони фонду Галерије савремене ликовне уметности Ниш 1998-2008, Галерија Србија - Београд, Јесења изложба чланова УЛУС-а, У. П. Цвијета Зузорић - Ниш, Нишки цртеж 2008. Галерија Србија. - Београд, XVI Интернационална изложба мале графике, Галерија Графички колектив - Ниш, XV изложба мале графике Нишког графичког круга, Павиљон у Тврђави | 2008.  | - Тузла, XIII INTERBIFEP, Међународна галерија портрета |
| 2009.  | - Суботица, 43. ликовни сусрет, Савремени медији и уметничка графика, Модерна галерија – Ликовни сусрет Суботица - Београд, Мајска изложба графике Београдског круга, Галерија Графички колектив - Београд, Пролећна изложба УЛУС-а, У. П. Цвијета Зузорић - Београд, Српска графика данас, Продајна галерија Београд - Ниш, Ликовни уметници Ниша, чланови УЛУС-а, Галерија „Србија“ - Панчево, Други бијенале цртежа Србије, Галерија Историјског архива - Подгорица, Савремени медији и уметничка графика, Центар за савремену уметност - Нови Сад, Савремени медији и уметничка графика, Галерија ликовне уметности, поклон збирка Рајка Мамузића - Ниш, Српска графика данас, Павиљон у Тврђави - Ниш, Лесковац, Нишки цртеж 2009. Галерија „Србија“                                                                 | 2009.  | - Ostrów Wielkopolski, Пољска, 13. Интернационално бијенале мале графике и Exlibris-a, Градски музеј - Подгорица, Савремени медији и уметничка графика, Центар за савремену уметност |
| 2010.  | - Београд, Мајска изложба графике Београдског круга, Галерија Графички колектив - Београд, Пројекат „Мрежа“, Народна Банка, Славија - Ниш, 40. година Галерије савремене ликовне уметности Ниш, Дела из фонда, Павиљон у Тврђави - Ниш, Књажевац, Бор, Неготин, Ћуприја, Паул Целан-Фуга смрти - Ниш, Ликовни уметници Ниша, чланови УЛУС-а, Галерија „Србија“ - Ниш, Нишки цртеж 2010. Галерија Србија | 2010.  | - Орхус, Данска, Графички Симпозијум „Књига-Bogen“, Åarhus Kunstakademi - Фалун, Шведска, Цртежи на папиру, Galleri Se Konst - Париз, Српска графика данас, Српски културни центар - Софија, VI Интернационално тријенале графике. |
| 2011.  | - Параћин, Paul Celan-Фуга смрти - Ниш, Mail Art Project, Paul Celan Poetry, Галерија НКЦ - Београд, I Тријенале графике Београд, У. П. Цвијета Зузорић - Београд, Мајска изложба графике Београдског круга, Галерија Графички колектив - Београд, Изложба сликарске колоније Палета - Београд, XIX Интернационална изложба мале графике, Галерија Графички колектив - Ниш, Нишки цртеж 2011. Галерија Србија | 2011.  | - Смољен, Бугарска, Изложба НГК, Галерија модерне уметности |
| 2012.  | - Београд, Мајска изложба графике Београдског круга, Галерија Графички колектив - Горњи Милановац, 10. Међународни бијенале уметности минијатуре, Музеј Рудничко-таковског краја - Ниш, I Међународно бијенале мале графике, Павиљон у Тврђави - Београд, XX Интернационална изложба мале графике, Галерија Графички колектив - Ниш, Нишки цртеж 2012. Галерија Србија | 2012.  | - Grenshen, Швајцарска, XIX Интернационално бијенале графике/Графике балканских замаља - Скопље, Ниш, Софија, Повезивања / Easly Conection, Културно информативни центар - Софија, Колонија „Поганово 1993-2011“, Галерија Удружења ликовних уметника Бугарске - Скокхолм, Шведска, Serbisk Grafik Attack, Fullersta Bio Konsthall                                           |
| 2013.  | - Београд, Пролећна изложба УЛУС-а, У. П. Цвијета Зузорић - Београд, Мајска изложба графике Београдског круга, Галерија Графички колектив | 2013.  | - Александрија, Египат, Bibliotheca Alexandrina International Biennale for Miniature Graphics, Arts Center - Гуанлан, Кина, IV Guanlan International Print Biennial |
| 2014.  | - Београд, Изложба доктораната графичког одсека Факултета ликовних унетности Београд, Галерија Графички колектив, „Кључна реч: графика“ |        | |